# Bahnstrecke Livron–Aspres-sur-Buëch
| Viaduc du Claps vor dem Umbau, April 1975 |                               |                                                                                                   |                                                                                                   |
| Streckenkarte 912 000 |                               |                                                                                                   |                                                                                                   |
| Streckennummer (SNCF): | 912 000                       |                                                                                                   |                                                                                                   |
| Kursbuchstrecke (SNCF): | 18/19 (PLM) / (SNCF)          |                                                                                                   |                                                                                                   |
| Streckenlänge: | 109,4 km                      |                                                                                                   |                                                                                                   |
| Spurweite: | 1435 mm (Normalspur)          |                                                                                                   |                                                                                                   |
| Maximale Neigung: | 20 ‰                          |                                                                                                   |                                                                                                   |
| Streckengeschwindigkeit: | 40–90; Livron–Crest: 100 km/h |                                                                                                   |                                                                                                   |
| Zweigleisigkeit: | nur im Tunnel du Col de Cabre |                                                                                                   |                                                                                                   |
| |                               |                                                                                                   |                                                                                                   |
| \| \| \| Bahnstrecke Paris–Marseille von Paris \| \| \| \| 634,3 0,0 \| Livron \| 108 m \| \| \| \| \| \| \| \| \| Bahnstrecke Livron–Privas nach La Voulte-sur-Rhône und Bahnstrecke Paris–Marseille nach Marseille \| \| \| \| \| \| \| \| \| 2,2 \| Pont-de-Livron \| 113 m \| \| \| ~2,2 \| RN 7 \| RN 7 \| \| \| 8,9 \| Allex-Grane \| 145 m \| \| \| 12,5 \| Abzw. Crest \| Abzw. Crest \| \| \| \| Standort LGV d’Eurre \| \| \| \| 14,4 \| LGV n. Marseille u. Paris \| LGV n. Marseille u. Paris \| \| \| \| CD nach Saint-Martin \| \| \| \| 17,0 \| Crest \| 185 m \| \| \| 17,3 \| Drôme (Viaduc de Crest; 113 m) \| Drôme (Viaduc de Crest; 113 m) \| \| \| 21,3 \| Aouste-sur-Sye \| 206 m \| \| \| 23,8 \| Piégros-La Clastre-Blacons \| 216 m \| \| \| 32,8 \| Saillans \| 274 m \| \| \| 34,6 \| Tunnel d’Espenel (308 m) \| Tunnel d’Espenel (308 m) \| \| \| 36,6 \| Le Pont-d’Espenel \| 291 m \| \| \| 38,0 \| Drôme (Viaduc de Vercheny; 95 m) \| Drôme (Viaduc de Vercheny; 95 m) \| \| \| ~38,0 \| D 93 (ehem. N 93) \| D 93 (ehem. N 93) \| \| \| 39,2 \| Vercheny \| 306 m \| \| \| \| D 93 (ehem. N 93) \| \| \| \| 44,3 \| Drôme (Viaduc de Pontaix; 125 m) \| Drôme (Viaduc de Pontaix; 125 m) \| \| \| 46,5 \| Pontaix-Sainte-Croix \| 366 m \| \| \| \| 2× D 93 (ehem. N 93) \| \| \| \| 52,5 \| Pont métallique sur la Drôme (68 m) \| Pont métallique sur la Drôme (68 m) \| \| \| 53,8 \| Die \| 395 m \| \| \| 60,5 \| Pont-de-Quart-Châtillon \| 444 m \| \| \| \| CD nach Châtillon-en-Diois \| \| \| \| ~60,8 \| D 539 (ehem. N 539) \| D 539 (ehem. N 539) \| \| \| 64,7 \| Bès (69 m) \| Bès (69 m) \| \| \| 67,2 \| Recoubeau \| 500 m \| \| \| 73,6 \| Luc-en-Diois \| 581 m \| \| \| 73,9 \| Galerie des Tuileries (21 m) \| Galerie des Tuileries (21 m) \| \| \| \| D 93 (ehem. N 93) \| \| \| \| 74,8 \| Drôme (Viaduc du Claps; 217 m) \| Drôme (Viaduc du Claps; 217 m) \| \| \| 74,9 \| Tunnel de Clamontard (409 m) \| Tunnel de Clamontard (409 m) \| \| \| 75,7 \| Tunnel du Col Bonnet (865 m) \| Tunnel du Col Bonnet (865 m) \| \| \| ~77,0 \| D 93 (ehem. N 93) \| D 93 (ehem. N 93) \| \| \| 76,9 \| Drôme (17 m) \| Drôme (17 m) \| \| \| 79,1 \| Lesches-Beaumont \| 643 m \| \| \| 81,2 \| Tunnel des Tours (120 m) \| Tunnel des Tours (120 m) \| \| \| 84,4 \| Tunnel de Saint-Roman (301 m) \| Tunnel de Saint-Roman (301 m) \| \| \| 85,2 \| Tunnel de l’Adret (88 m) \| Tunnel de l’Adret (88 m) \| \| \| 86,2 \| Viaduc de La Condamine (44 m) \| Viaduc de La Condamine (44 m) \| \| \| 87,2 \| Beaurières \| 746 m \| \| \| 88,0 \| Tunnel des Blaches (23 m) \| Tunnel des Blaches (23 m) \| \| \| 88,2 \| Galerie des Blaches (74 m) \| Galerie des Blaches (74 m) \| \| \| 88,4 \| Galerie de La Cascade N° 1 (31 m) \| Galerie de La Cascade N° 1 (31 m) \| \| \| 88,6 \| Galerie de La Cascade N° 2 (98 m) \| Galerie de La Cascade N° 2 (98 m) \| \| \| 89,0 \| Tunnel du Prieuré (Kehrtunnel; 1026 m) \| Tunnel du Prieuré (Kehrtunnel; 1026 m) \| \| \| 90,6 \| Tunnel de Beaurières (88 m) \| Tunnel de Beaurières (88 m) \| \| \| 91,2 \| Tunnel de Ponteillard (185 m) \| Tunnel de Ponteillard (185 m) \| \| \| \| \| \| \| \| 91,7 \| Tunnel de Baritel (565 m) \| Tunnel de Baritel (565 m) \| \| \| \| Alter Tunnel (69 m) \| \| \| \| \| \| \| \| \| 93,1 \| Tunnel du Col de Cabre (3764 m) \| Tunnel du Col de Cabre (3764 m) \| \| \| 94,5 \| Département Drôme / Hautes-Alpes \| Département Drôme / Hautes-Alpes \| \| \| 96,0 \| Scheitelpunkt \| 884 m \| \| \| \| \| \| \| \| 97,1 \| La Beaume \| 882 m \| \| \| 103,7 \| Saint-Pierre-d’Argençon \| 777 m \| \| \| ~103,7 \| D 993b (ehem. N 93bis) \| D 993b (ehem. N 93bis) \| \| \| 106,8 \| Tunnel du Chevalet (330 m) \| Tunnel du Chevalet (330 m) \| \| \| ~109,2 \| D 1075 (ehem. N 75) \| D 1075 (ehem. N 75) \| \| \| 109,5 233,6 \| Bahnstrecke Lyon–Marseille von Lyon \| Bahnstrecke Lyon–Marseille von Lyon \| \| \| 109,3 \| Aspres-sur-Buëch (Keilbahnhof) \| 761 m \| \| \| 233,9 \| Grand-Buëch (80 m) \| Grand-Buëch (80 m) \| \| \| 234,9 \| Tunnel du Pignon (205 m) \| Tunnel du Pignon (205 m) \| \| \| \| \| \| \| \| 236,0 \| Bahnstrecke Lyon–Marseille von Marseille (Abzw. Poteau-Saint-Luc) \| Bahnstrecke Lyon–Marseille von Marseille (Abzw. Poteau-Saint-Luc) \| \| \| \| \| \| \| \| 240,0 \| Veynes-Dévoluy \| 814 m \| \| \| \| Bahnstrecke Veynes–Briançon nach Briançon \| \| |                               |                                                                                                   |                                                                                                   |
| |                               | Bahnstrecke Paris–Marseille von Paris                                                             |                                                                                                   |
| Bahnhof | 634,3 0,0                     | Livron                                                                                            | 108 m                                                                                             |
| |                               |                                                                                                   |                                                                                                   |
| Abzweig geradeaus und nach rechts |                               | Bahnstrecke Livron–Privas nach La Voulte-sur-Rhône und Bahnstrecke Paris–Marseille nach Marseille | Bahnstrecke Livron–Privas nach La Voulte-sur-Rhône und Bahnstrecke Paris–Marseille nach Marseille |
| |                               |                                                                                                   |                                                                                                   |
| ehemaliger Haltepunkt / Haltestelle | 2,2                           | Pont-de-Livron                                                                                    | 113 m                                                                                             |
| Strecke mit Straßenbrücke | ~2,2                          | RN 7                                                                                              | RN 7                                                                                              |
| ehemaliger Haltepunkt / Haltestelle | 8,9                           | Allex-Grane                                                                                       | 145 m                                                                                             |
| Abzweig geradeaus und nach halblinks | 12,5                          | Abzw. Crest                                                                                       | Abzw. Crest                                                                                       |
| Strecke · Dienststation / Betriebs- oder Güterbahnhof |                               | Standort LGV d’Eurre                                                                              | Standort LGV d’Eurre                                                                              |
| Strecke quer · Kreuzung geradeaus unten · Abzweig quer und nach links | 14,4                          | LGV n. Marseille u. Paris                                                                         | LGV n. Marseille u. Paris                                                                         |
| Strecke von links · U-Bahn-Strecke quer |                               | CD nach Saint-Martin                                                                              | CD nach Saint-Martin                                                                              |
| Bahnhof Streckenende und Streckenende | 17,0                          | Crest                                                                                             | 185 m                                                                                             |
| Brücke über Wasserlauf | 17,3                          | Drôme (Viaduc de Crest; 113 m)                                                                    | Drôme (Viaduc de Crest; 113 m)                                                                    |
| ehemaliger Bahnhof | 21,3                          | Aouste-sur-Sye                                                                                    | 206 m                                                                                             |
| ehemaliger Haltepunkt / Haltestelle | 23,8                          | Piégros-La Clastre-Blacons                                                                        | 216 m                                                                                             |
| Bahnhof | 32,8                          | Saillans                                                                                          | 274 m                                                                                             |
| Tunnel | 34,6                          | Tunnel d’Espenel (308 m)                                                                          | Tunnel d’Espenel (308 m)                                                                          |
| ehemaliger Bahnhof | 36,6                          | Le Pont-d’Espenel                                                                                 | 291 m                                                                                             |
| Brücke über Wasserlauf | 38,0                          | Drôme (Viaduc de Vercheny; 95 m)                                                                  | Drôme (Viaduc de Vercheny; 95 m)                                                                  |
| Strecke mit Straßenbrücke | ~38,0                         | D 93 (ehem. N 93)                                                                                 | D 93 (ehem. N 93)                                                                                 |
| ehemaliger Haltepunkt / Haltestelle | 39,2                          | Vercheny                                                                                          | 306 m                                                                                             |
| Strecke Anfang Hochstrecke |                               | D 93 (ehem. N 93)                                                                                 | D 93 (ehem. N 93)                                                                                 |
| | 44,3                          | Drôme (Viaduc de Pontaix; 125 m)                                                                  | Drôme (Viaduc de Pontaix; 125 m)                                                                  |
| ehemaliger Bahnhof | 46,5                          | Pontaix-Sainte-Croix                                                                              | 366 m                                                                                             |
| Bahnübergang |                               | 2× D 93 (ehem. N 93)                                                                              | 2× D 93 (ehem. N 93)                                                                              |
| Brücke über Wasserlauf | 52,5                          | Pont métallique sur la Drôme (68 m)                                                               | Pont métallique sur la Drôme (68 m)                                                               |
| Bahnhof | 53,8                          | Die                                                                                               | 395 m                                                                                             |
| U-Bahn-Kopfbahnhof Streckenanfang und Streckenende | 60,5                          | Pont-de-Quart-Châtillon                                                                           | 444 m                                                                                             |
| U-Bahn-Strecke nach links · Kreuzung Streckenanfang · U-Bahn-Strecke quer |                               | CD nach Châtillon-en-Diois                                                                        | CD nach Châtillon-en-Diois                                                                        |
| Tunnelende | ~60,8                         | D 539 (ehem. N 539)                                                                               | D 539 (ehem. N 539)                                                                               |
| Brücke über Wasserlauf | 64,7                          | Bès (69 m)                                                                                        | Bès (69 m)                                                                                        |
| ehemaliger Bahnhof | 67,2                          | Recoubeau                                                                                         | 500 m                                                                                             |
| Bahnhof | 73,6                          | Luc-en-Diois                                                                                      | 581 m                                                                                             |
| Tunnel | 73,9                          | Galerie des Tuileries (21 m)                                                                      | Galerie des Tuileries (21 m)                                                                      |
| Strecke Anfang Hochstrecke |                               | D 93 (ehem. N 93)                                                                                 | D 93 (ehem. N 93)                                                                                 |
| | 74,8                          | Drôme (Viaduc du Claps; 217 m)                                                                    | Drôme (Viaduc du Claps; 217 m)                                                                    |
| Tunnel | 74,9                          | Tunnel de Clamontard (409 m)                                                                      | Tunnel de Clamontard (409 m)                                                                      |
| Tunnel | 75,7                          | Tunnel du Col Bonnet (865 m)                                                                      | Tunnel du Col Bonnet (865 m)                                                                      |
| Bahnübergang | ~77,0                         | D 93 (ehem. N 93)                                                                                 | D 93 (ehem. N 93)                                                                                 |
| Brücke über Wasserlauf | 76,9                          | Drôme (17 m)                                                                                      | Drôme (17 m)                                                                                      |
| ehemaliger Haltepunkt / Haltestelle | 79,1                          | Lesches-Beaumont                                                                                  | 643 m                                                                                             |
| Tunnel | 81,2                          | Tunnel des Tours (120 m)                                                                          | Tunnel des Tours (120 m)                                                                          |
| Tunnel | 84,4                          | Tunnel de Saint-Roman (301 m)                                                                     | Tunnel de Saint-Roman (301 m)                                                                     |
| Tunnel | 85,2                          | Tunnel de l’Adret (88 m)                                                                          | Tunnel de l’Adret (88 m)                                                                          |
| Brücke | 86,2                          | Viaduc de La Condamine (44 m)                                                                     | Viaduc de La Condamine (44 m)                                                                     |
| ehemaliger Bahnhof | 87,2                          | Beaurières                                                                                        | 746 m                                                                                             |
| Tunnel | 88,0                          | Tunnel des Blaches (23 m)                                                                         | Tunnel des Blaches (23 m)                                                                         |
| Tunnel | 88,2                          | Galerie des Blaches (74 m)                                                                        | Galerie des Blaches (74 m)                                                                        |
| Tunnel | 88,4                          | Galerie de La Cascade N° 1 (31 m)                                                                 | Galerie de La Cascade N° 1 (31 m)                                                                 |
| Tunnel | 88,6                          | Galerie de La Cascade N° 2 (98 m)                                                                 | Galerie de La Cascade N° 2 (98 m)                                                                 |
| Tunnel | 89,0                          | Tunnel du Prieuré (Kehrtunnel; 1026 m)                                                            | Tunnel du Prieuré (Kehrtunnel; 1026 m)                                                            |
| Tunnel | 90,6                          | Tunnel de Beaurières (88 m)                                                                       | Tunnel de Beaurières (88 m)                                                                       |
| Tunnel | 91,2                          | Tunnel de Ponteillard (185 m)                                                                     | Tunnel de Ponteillard (185 m)                                                                     |
| Verschwenkung von links (Strecke außer Betrieb) · Verschwenkung von rechts |                               |                                                                                                   |                                                                                                   |
| Strecke (außer Betrieb) · Tunnel | 91,7                          | Tunnel de Baritel (565 m)                                                                         | Tunnel de Baritel (565 m)                                                                         |
| Tunnel (Strecke außer Betrieb) · Strecke |                               | Alter Tunnel (69 m)                                                                               | Alter Tunnel (69 m)                                                                               |
| Verschwenkung nach links (Strecke außer Betrieb) · Verschwenkung nach rechts |                               |                                                                                                   |                                                                                                   |
| Tunnelanfang | 93,1                          | Tunnel du Col de Cabre (3764 m)                                                                   | Tunnel du Col de Cabre (3764 m)                                                                   |
| Grenze (im Tunnel) | 94,5                          | Département Drôme / Hautes-Alpes                                                                  | Département Drôme / Hautes-Alpes                                                                  |
| Kulminations-/Scheitelpunkt (im Tunnel) | 96,0                          | Scheitelpunkt                                                                                     | 884 m                                                                                             |
| Tunnelende |                               |                                                                                                   |                                                                                                   |
| ehemaliger Haltepunkt / Haltestelle | 97,1                          | La Beaume                                                                                         | 882 m                                                                                             |
| ehemaliger Haltepunkt / Haltestelle | 103,7                         | Saint-Pierre-d’Argençon                                                                           | 777 m                                                                                             |
| Bahnübergang | ~103,7                        | D 993b (ehem. N 93bis)                                                                            | D 993b (ehem. N 93bis)                                                                            |
| Tunnel | 106,8                         | Tunnel du Chevalet (330 m)                                                                        | Tunnel du Chevalet (330 m)                                                                        |
| Strecke mit Straßenbrücke | ~109,2                        | D 1075 (ehem. N 75)                                                                               | D 1075 (ehem. N 75)                                                                               |
| Abzweig geradeaus und von links | 109,5 233,6                   | Bahnstrecke Lyon–Marseille von Lyon                                                               | Bahnstrecke Lyon–Marseille von Lyon                                                               |
| Bahnhof | 109,3                         | Aspres-sur-Buëch (Keilbahnhof)                                                                    | 761 m                                                                                             |
| Brücke über Wasserlauf | 233,9                         | Grand-Buëch (80 m)                                                                                | Grand-Buëch (80 m)                                                                                |
| Tunnel | 234,9                         | Tunnel du Pignon (205 m)                                                                          | Tunnel du Pignon (205 m)                                                                          |
| |                               |                                                                                                   |                                                                                                   |
| Abzweig geradeaus und von rechts | 236,0                         | Bahnstrecke Lyon–Marseille von Marseille (Abzw. Poteau-Saint-Luc)                                 | Bahnstrecke Lyon–Marseille von Marseille (Abzw. Poteau-Saint-Luc)                                 |
| |                               |                                                                                                   |                                                                                                   |
| Bahnhof | 240,0                         | Veynes-Dévoluy                                                                                    | 814 m                                                                                             |
| |                               | Bahnstrecke Veynes–Briançon nach Briançon                                                         |                                                                                                   |

Die  Bahnstrecke Livron–Aspres-sur-Buëch ist eine 109,4 km lange eingleisige Eisenbahnstrecke in Frankreich. Sie verläuft grob in Nordwest-Südost-Richtung, indem sie dem Verlauf des Flusses Drôme folgt. Damit sind zwei Eisenbahnmagistralen verbunden, die beide jeweils eine Schienenverbindung zwischen der südostfranzösischen Großstadt Lyon über Valence und Orange beziehungsweise über Grenoble zur Metropolregion Aix-Marseille-Provence herstellt.
Im Anschluss nach Osten befindet sich die Bahnstrecke Veynes–Briançon, die in die voralpenländische Region der Region Provence-Alpes-Côte d’Azur führt. Alle genannten Strecken bedienen sowohl den Güter- als auch Personenverkehr. An ihrem Westende in Livron besteht mit der knapp 5 km langen Bahnstrecke Livron–Privas Übergang zum rechten Rhôneufer bei der Ortschaft La Voulte. Hier findet seit 1938 kein Personenverkehr mehr statt.

## Geschichte
| BK                   | Bezeichnung                  | Tunnel | Brücke |
| -------------------- | ---------------------------- | ------ | ------ |
| 17,349               | Viaduc de Crest (Drôme)      |        | 113    |
| 34,614               | Tunnel d’Espenel             | 308    |        |
| 37,985               | Viaduc de Vercheny (Drôme)   |        | 95     |
| 44,303               | Viaduc de Pontaix (Drôme)    |        | 125    |
| 52,525               | Pont métallique sur la Drôme |        | 68     |
| 64,703               | Pont métallique sur le Bez   |        | 69     |
| 73,941               | Galerie des Tuileries        | 21     |        |
| 74,802               | Viaduc du Claps (Drôme)      |        | 217    |
| 74,943               | Tunnel de Clamontard         | 409    |        |
| 75,675               | Tunnel du Col Bonnet         | 865    |        |
| 76,888               | Pont sur la Drôme            |        | 17     |
| 81,164               | Tunnel des Tours             | 120    |        |
| 84,420               | Tunnel de Saint-Roman        | 301    |        |
| 85,236               | Tunnel de l’Adret            | 88     |        |
| 86,185               | Viaduc de La Condamine       |        | 44     |
| 87,981               | Tunnel des Blaches           | 23     |        |
| 88,219               | Galerie des Blaches          | 74     |        |
| 88,431               | Galerie de La Cascade N° 1   | 31     |        |
| 88,585               | Galerie de La Cascade N° 2   | 98     |        |
| 89,040               | Tunnel du Prieuré            | 1026   |        |
| 90,555               | Tunnel de Beaurières         | 88     |        |
| 91,226               | Tunnel de Ponteillard        | 185    |        |
| 91,720               | Tunnel de Baritel            | 565    |        |
|                      | Alter Tunnel Baritel         |        |        |
| 93,125               | Tunnel du Col de Cabre       | 3764   |        |
| 106,782              | Tunnel du Chevalet           | 330    |        |
| Streckenmeter gesamt | Streckenmeter gesamt         | 8296   | 635    |
|                      | Anzahl                       | 17     | 7      |

Am 19. Juni 1857 wurde dem jungen, offiziell erst drei Wochen später gegründeten Bahnunternehmen Compagnie des chemins de fer de Paris à Lyon et à la Méditerranée (PLM) die Konzession für diese Strecke erteilt, zunächst allerdings nur für den rechtsrhônschen Ort La Voulte bis ins etwa 22 Kilometer entfernten Crest. Die PLM betrieb in dieser Region zahlreiche weitere Eisenbahnstrecke oder hatte die Trassierung in Projektion. Der Rhôneübergang war also anfangs Bestandteil der Strecke. Gut zwei Jahre später, am 13. August 1859 wurde auf ihr auch der Personenverkehr zugelassen, also ihr öffentliches Interesse zuerkannt.
Außer der Eisenbahnbrücke La Voulte gab es bautechnisch keine besonderen Herausforderungen, sodass der Bau zügig vonstattengehen konnte. Bereits am 25. September 1871 konnte dieser Abschnitt in Betrieb genommen werden. Anfang Juli 1875 wurde von der Gesellschaft eine Verlängerung bis Briançon über Gap angestrebt, die dafür mit dem Ministerium für öffentliche Arbeiten und Verkehr einen Vertrag unterzeichnete. Um diese Zeit hatte die Gemeinde Briançon ca. 4500 Einwohner.
1976 musste das Claps-Viadukt für mehrere Monate aufgrund akuten Sanierungsbedarfs gesperrt werden. Weitere, umfangreiche Erneuerungen haben dann erst wieder zu Beginn des 21. Jahrhunderts stattgefunden, bei dem man vor allem den Oberbau vollständig erneuert hat.

## Infrastruktur
Der Abschnitt östlich von Crest ist durch permanente Steigung, unzählige Kurven und zahlreiche, nach Osten hin zunehmende Anzahl von Viadukten und Tunneln gekennzeichnet, die in ihrer Erstellung auffallend und teuer waren. Insgesamt befinden sich auf diesem 92,25 km langen Abschnitt 8,931 km Brücken und Tunnel, also fast 10 Prozent der Streckenlänge.
Die Brücken und Viadukte wurden aus Metallgittern konstruiert, die auf gemauerte Pfeiler gesetzt wurden. Das längste Viadukt ist das 217 Meter lange und bis zu 44 Meter hohe Viaduct du Claps. Dieses befand sich bereits 1976 in einem derart ruinösen Zustand, dass es ersetzt werden musste. In einem Dreivierteljahr Umbau wurde das alte Stahlgeflecht durch eine moderne, 570 t Baustahl-Balkenkonstruktion ersetzt. Die drei Steinstützen im Abstand von je 54 m wurden nicht verändert. Die beiden ebenfalls über 100 Meter langen Brücken sind das Viaduc de Pontaix und das Viaduc de Crest.
Der wichtigste und höchstgelegene Tunnel auf dieser Strecke ist der 3,764 km lange Cabre-Pass-Tunnel, in dem sich kurz vor seinem südöstlichen Ausgang der Scheitelpunkt dieser Bahnstrecke befindet. Der Tunnel zeichnet sich durch eine weitere Besonderheit aus, indem er doppelspurig breit gebaut wurde, obwohl die Strecke durchgehend eingleisig ist. Man wollte in der Anfangszeit der Traktionsevolution mit dieser Konstruktion für einen besseren Dampfabzug sorgen. Außerdem besitzt dieser Tunnel zwei Dampfabzugschächte von 100 bzw. 185 Meter Höhe, die heute noch sichtbar sind. Der Bau war nicht nur kostenintensiv, sondern forderte auch zahlreiche Menschenleben durch Schlagwetterexplosionen. Der nächstlange Tunnel ist der gut 1 km lange Kehrtunnel du Prieuré, mit dem 21 Höhenmeter gewonnen werden konnten.

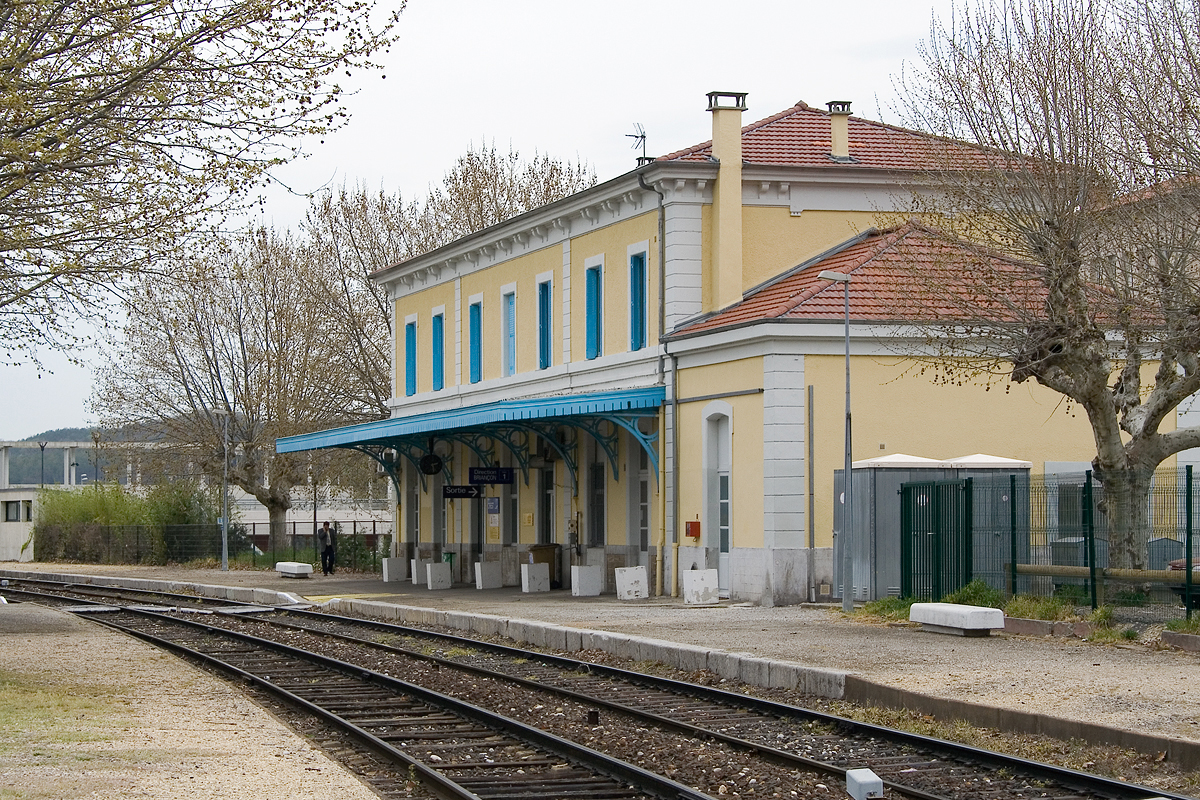
Bahnhof Crest

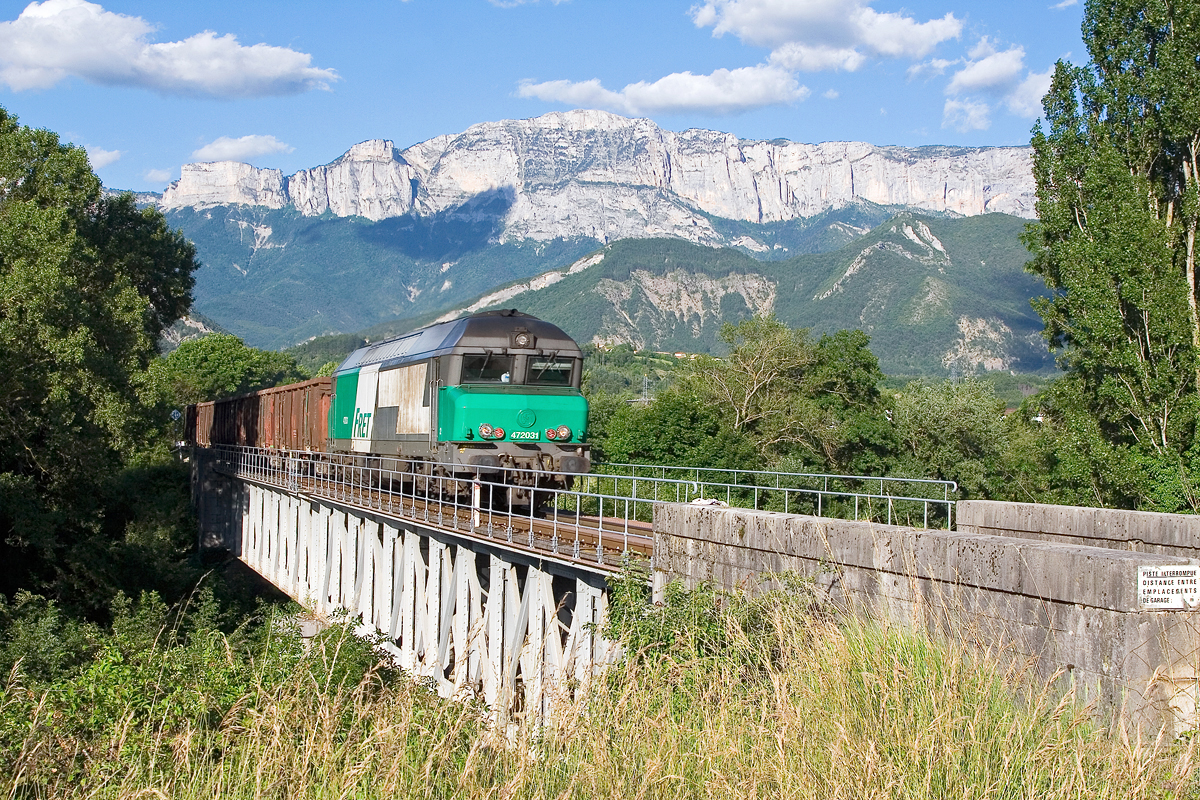
Dieselelektrische Lokomotive der Baureihe CC 72000 auf dem Pont métallique sur la Drôme

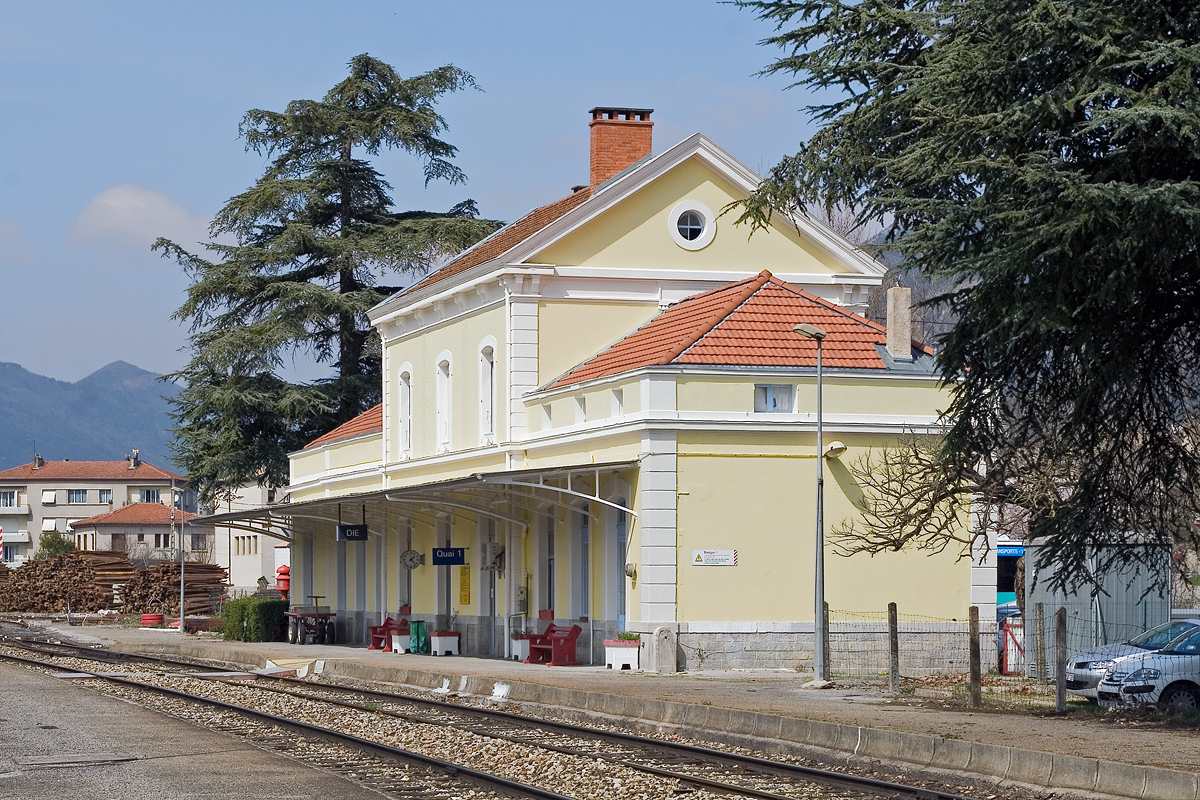
Bahnhof Die

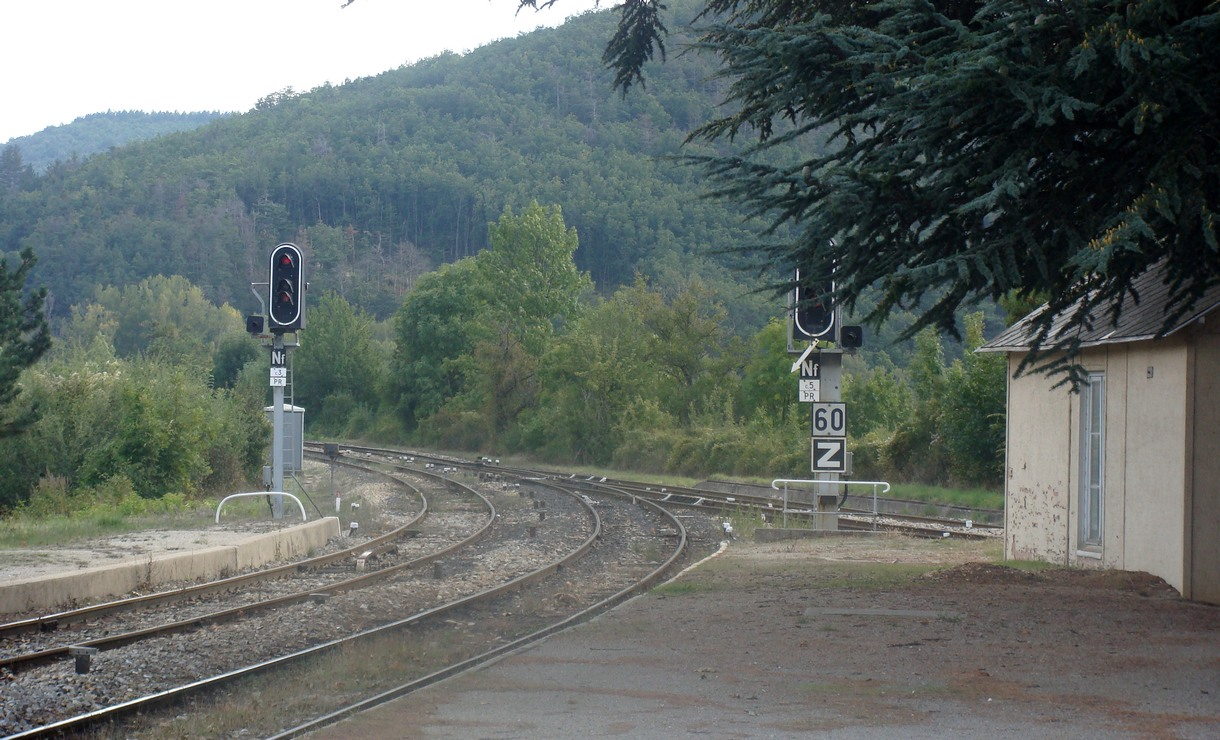
Streckenverzweigung im Keilbahnhof Aspres-sur-Buëch

Nach Fertigstellung der Strecke musste im Bereich des Tunnel de Baritel mit 69 m Länge eine neue Trassierung gefunden werden, weil es in diesem Bereich tektonische Erdbewegungen gab. Heute führt die Strecke ein wenig weiter nördlich bei Baritel um die Gesteinsstörung herum. Ein 565 m langer, neuer Tunnel wurde gebaut und wird noch heute genutzt.